# ヒドロキシグルタミン酸デカルボキシラーゼ
ヒドロキシグルタミン酸デカルボキシラーゼ(Hydroxyglutamate decarboxylase、EC 4.1.1.16)は、以下の化学反応を触媒する酵素である。
3-ヒドロキシ-4-グルタミン酸{\displaystyle \rightleftharpoons }4-アミノ-3-ヒドロキシブタン酸 + 二酸化炭素
従って、この酵素の1つの基質は3-ヒドロキシ-4-グルタミン酸、2つの生成物は4-アミノ-3-ヒドロキシブタン酸と二酸化炭素である。
この酵素は、リアーゼ、特にカルボキシリアーゼに分類される。系統名は、3-ヒドロキシ-L-グルタミン酸 1-カルボキシリアーゼ(4-アミノ-3-ヒドロキシブタン酸生成)である。その他よく用いられる名前に、3-hydroxy-L-glutamate 1-carboxy-lyase等がある。
この酵素は、補因子としてピリドキサールリン酸を必要とする。